# Gnadenlos gehetzt
Gnadenlos gehetzt ist ein US-amerikanisches Filmdrama aus dem Jahr 1950 von Joseph Losey mit Macdonald Carey und Gail Russell in den Hauptrollen. Produziert wurde der Film, der zum Subgenre des Film gris, einer Bewegung innerhalb des Film noir, gezählt wird, von Pine-Thomas Production.

## Handlung
Im kalifornischen Santa Marta träumt der Obstpflücker Pedro Rodriguez von einer eigenen kleinen Farm. Sein Freund Lopo Chavez, wie Pedro mexikanischer Abstammung, ist durch die Vorurteile und die Armut verbittert.
Als Lopo einen Verkehrsunfall verursacht, wird er von seinen Unfallgegnern Harry Pawling und Joe Ferguson rassistisch beleidigt. Lopo beginnt daraufhin eine Schlägerei. Ein Polizist geht dazwischen. Er schickt Harry und Joe heim und hilft Loco, den fahruntüchtigen Wagen an die Seite zu schieben.
Lopo besucht seine Freundin Sunny Garcia, mit der er zum Tanz verabredet ist. Paul sucht seine Baracke auf und erzählt seinen Eltern von Locos Unfall. Zur gleichen Zeit wird Joe von seinem Vater Ed Ferguson wegen seines Fremdenhasses gerügt.
Der Journalist Larry Wilder begegnet bei der Tanzveranstaltung Sunny. Er erwartet eine Schlägerei, doch Sunny erklärt ihm, dass sich die mexikanischen Gruppen ruhig verhalten wollen. Joe, Harry und deren Freund Frank O’Brien erscheinen. Joe stellt einer jungen Frau nach, was Paul zum Einschreiten veranlasst. Joe schlägt Paul, eine Schlägerei entsteht. Nachdem Paul versehentlich den Polizisten Al Peters geschlagen hat, flieht er in einem gestohlenen Eiswagen.
Larrys Reporter Jonas Creel gibt einen Bericht über die Schlägerei an eine größere Zeitung weiter und bauscht das Geschehen zu einem Aufstand auf. Paul gibt auf und lässt sich festnehmen. Der wütende Peters schlägt auf Paul ein, wird aber von seinem Partner Boswell gehindert. Der einzige festgenommene Amerikaner ist Joe, dessen schuldbewusster Vater die Kautionen für die Mexikaner übernehmen will, die sich keinen Anwalt leisten können.
Im Polizeiwagen versucht Boswell weiterhin Peters daran zu hindern, Paul zu drangsalieren. Dabei verliert er die Kontrolle über das Auto. Es kommt zu einem Unfall, bei dem Boswell stirbt. Paul flüchtet unverletzt und wird von Peters für den Tod seines Partners verantwortlich gemacht.
Die Reporterin Jan Dawson kommt nach Santa Marta und zeigt Larry die Schlagzeile Aufstand der Obstpflücker. Paul versteckt sich in einer Scheune. Er erschreckt die Farmerstochter Mildred Jensen, dass sie sich den Kopf anstößt und bewusstlos wird. Durch Jan ermutigt, erzählt sie später der Polizei, sie sei von Paul angefallen worden. Auch das Fernsehen berichtet nun über den gefährlichen Gangster Paul.
Larry will Joe, Harry und Frank befragen, doch Harrys und Franks Väter bedrohen ihn. In der Nähe eines Steinbruchs kann Pauls Fährte wieder aufgenommen werden. Larry findet Paul zuerst und schützt den verängstigten Jungen bis zu seiner Festnahme. Sunny will, dass Larry in einem Artikel die Wahrheit schreibt. Larry verfasst einen Artikel zu Pauls Gunsten und bittet darin um Spenden für einen Anwalt. In dem Artikel steht unter anderem, dass Mildred durch ihre Bewusstlosigkeit gar nichts mitbekommen haben konnte. Dies verärgert ihren Vater und seine Freunde so sehr, dass sie Larrys Büro attackieren und danach Lopo mit zweien seiner Freunde. Lopos Freunde können entkommen, doch Lopo selber wird brutal zusammengeschlagen.
Jensen stachelt die Leute auf, die Paul lynchen wollen. Larry kann den Sheriff dazu bringen, Paul woanders unterzubringen. Jensen führt die Menge zu Larrys Büro, in dem Lopo mit Sunny Zuflucht gefunden haben. Mit Steinen wird Lopo schwer verletzt, das Büro verwüstet. Die Polizei löst die Menge auf, Lopo wird in ein Krankenhaus gefahren. Larry findet die verängstigte Sunny, in die er sich mittlerweile verliebt hat, unverletzt auf. Er ist über die Verwüstung so bestürzt, dass er die Stadt verlassen will.
Ed Ferguson kommt für Pauls Kaution auf. Paul erklärt Larry, dass er ihm voll vertraue. Dies bewegt ihn dazu, doch zu bleiben und mit Sunny die Zeitschrift The Union herauszugeben.

## Produktion
Gedreht wurde der Film von Ende Oktober bis Ende November 1949 in Grass Valley und Marysville.

## Stab und Besetzung
Rosemary Odell war die Kostümbildnerin. John R. Carter war für den Ton verantwortlich.
In einer kleinen nicht im Abspann erwähnten Nebenrolle trat Edward Earle auf. Tab Hunter, Lalo Rios und Maurice Jara gaben ihr Filmdebüt.

## Veröffentlichung
Die Premiere des Films fand am 8. Juni 1950 in San Antonio in Texas statt. In der Bundesrepublik Deutschland kam er am 27. August 1963 in die Kinos.

## Kritiken
Das Lexikon des internationalen Films schrieb: „(...)kleiner, bescheidener Film mit flächigen ethnischen Kontrasten, kräftigen Nuancen des Milieus und einer gesellschaftskritischen Tendenz, die trotz sichtbarer Zugeständnisse an die Konvention zum Tragen kommt.“
Der TV Guide sah eine rasante, fachmännisch geschnittene Fabel über Rassenintoleranz und Gewalt.
Bosley Crowther von der The New York Times nannte das Werk einen aufregenden Film über ein gutes, solides, soziales Thema.
Die Variety beschrieb den Film als treffsicheres Drama, ausgestattet mit Action und Tempo.

## Auszeichnungen
1951 wurde der Film für den UN Award der British Academy of Film and Television Arts (BAFTA) nominiert.